# Tranvía de Las Condes
El tranvía de Las Condes fue un proyecto de tranvía proyectado en el sector oriente de Santiago de Chile. Contemplaba una extensión de 8,8 km desde la estación Manquehue de la Línea 1 del Metro con el centro comercial Portal La Dehesa, en un tiempo cercano a los 20 minutos. El proyecto fue evaluado con un precio aproximado de 250 millones de dólares.
El proyecto, fue aprobado en 2009 por el Ministerio de Transportes y Telecomunicaciones de Chile y la asociación de municipalidades de la zona oriente, había anunciado su finalización y entrega para finales de 2017; sin embargo, debido al anuncio de la Línea 7 del Metro de Santiago, la entrega se pospuso indefinidamente. Durante agosto de 2018 el proyecto por avenida Las Condes fue descartado por parte del Ministerio de Transportes y Telecomunicaciones debido a su baja rentabilidad social y a la competencia que debería tener con el Transantiago.

## Historia
Como alcalde de Las Condes, Joaquín Lavín planteó un proyecto similar en el año 1993.
La zona oriente de Santiago desde 2002 venía desarrollando un problema de conectividad vial entre sus comunas (Las Condes, Lo Barnechea, Vitacura y La Reina por ejemplo), sumado a la partida del Transantiago en 2007, la idea de un tranvía que pasase por Vitacura tomó fuerza y se licitó un proyecto con el cual se sabría acerca de la capacidad vial de la comuna. 
En 2008 se licitó otro proyecto para identificar las intersecciones viales más conflictivas de la zona de Santiago, que concluyó que las vías debían pasar al menos por las comunas de Vitacura, Las Condes y Lo Barnechea (aproximadamente 400 mil personas) para que el proyecto fuera rentable. Ese mismo año se anunció la licitación internacional del proyecto: la idea original era un recorrido cerrado con 13 estaciones, que se debía tener en funcionamiento para 2012. En 2009 se presentó un nuevo trazado en el cual habría una línea de 10 kilómetros con 8 estaciones en total; además, el consorcio franco-español Alstom-Comsa presentó un proyecto de tranvía a la municipalidad de Las Condes, que fue aprobado el mismo año.
En 2011 el proyecto fue presentado al gobierno y al ministerio de transportes y telecomunicaciones para su análisis y al año siguiente la municipalidad de Las Condes llamó nuevamente a licitación; los planes eran tender 9,2 kilómetros de vías y 15 estaciones.
El tranvía, según se señaló en 2013, tardaría 18 meses en construirse y se entregaría en 2016 con 11 estaciones (y no 13); después, en 2014 se anunció que la construcción estaría finalizada en 2017.
El 24 de agosto de 2015 los alcaldes de Las Condes, Vitacura y Lo Barnechea y el Ministerio de Transportes y Telecomunicaciones de Chile firmaron un acuerdo que incluía, además de la construcción del tranvía, una serie de mejoras en el transporte público, como la instalación de vías segregadas para el Transantiago en Américo Vespucio y una estación intermodal en el metro Escuela Militar. El mismo día, el citado ministerio suscribió otro acuerdo con el entonces alcalde de Las Condes Francisco de la Maza, por el cual la Asociación Chilena de Municipalidades se hacía cargo del diseño, proyección y licitación del proyecto.
En enero de 2017 el proyecto del tranvía añadió una nueva estación, cercana al Hospital de la FACH y el Estadio Israelita, por lo que la línea contaría con un total de 12 estaciones. Tras el anuncio, en junio, de la línea 7 del metro, el alcalde Lavín —elegido nuevamente en las elecciones municipales de 2016— señaló que se evaluaría la posibilidad de modificarlo para que continúe hacia el sur por avenida Padre Hurtado, alcanzando la comuna de La Reina. Lavín señaló que se reunirán con la directiva de Metro y el Ministerio de Transportes para estudiar un trazado diferente, más bien en la línea norte-sur; es decir, Padre Hurtado, desde Vitacura hasta La Reina.
Durante octubre de 2017, el edil de la comuna de Las Condes señaló que después de llamar a la licitación del proyecto (enero de 2018), generará un plebiscito en el cual los vecinos de la comuna señalen si quieren este proyecto vial. Esto produciría un nuevo retraso en la construcción del tranvía. A octubre de 2017, se proyecta que la inversión en la infraestructura necesaria para el tranvía será de unos $200 millones de dólares. Sin embargo, debido al anuncio de la nueva línea 7 del Metro de Santiago, desde el gobierno  se comenzó a cuestionar si el proyecto es rentable, ya que el metro le quitaría pasajeros al tranvía.
En marzo de 2018, el alcalde de la comuna de Las Condes anunció que para que el proyecto fuese rentable, el volumen de buses del Transantiago por Avenida Apoquindo debería reducirse en un 40 %. En abril del mismo año, los alcaldes de Lo Barnechea, Vitacura y Las Condes se reunieron con la entonces ministra de transportes, Gloria Hutt, para que este ministerio apoye al proyecto, y así reactivar el proyecto.
A finales de agosto de 2018 fue descartado oficialmente el trazado del proyecto por la avenida Las Condes, debido a su baja rentabilidad social y a la competencia que debería tener con el Transantiago.

## Características
Se consideró que el pago del pasaje del tranvía de Las Condes fuese integrado al uso de la tarjeta bip!, teniendo la misma tarifa que la del metro de Santiago. Fue concesionado como un troncal adicional al sistema de transporte público Transantiago.
Se planeó tener una interconectividad con el metro a través de la estación Manquehue; además, hubiese en el sistema de viajes del Transantiago por medio de transbordos entre estaciones y paraderos. 
Según los cálculos realizados, hubiesen sido aproximadamente 60 000 usuarios quienes viajasen al día a través de este sistema de transporte. Las cifras indican que la cantidad de pasajeros anuales pudieron fluctuar entre 15 y 18 millones de personas; 600 pasajeros podrían viajar dentro de cada tranvía.
Entre las características beneficiosas que tenía el proyecto se encuentra el hecho de que es eléctrico y silencioso, lo que implica que es amigable con el medioambiente, es seguro para las personas que lo utilicen y será un sistema de transporte muy regularizado con los tiempos entre tranvías.

## Infraestructura
La línea principal se consideró de 2 vías paralelas, halladas en un bandejón central de 7 metros de ancho que se hubiese construido en las avenidas Apoquindo, Las Condes y La Dehesa. La construcción del tranvía implicaba eliminar dos de las seis pistas en la Avenida Las Condes, dejando solo cuatro pistas para el Transantiago y vehículos particulares.
El sistema de electrificación hubiese sido por medio de una línea aérea de contacto.
Se ha mencionado que la vía podría haber sido extendida hasta Américo Vespucio Oriente.
Se planeó en un momento instalar en las estaciones sistemas de pantallas en las cuales se avisara el tiempo de llegada de cada tranvía; la plataforma de cada estación se encontraría a la altura del piso de cada vagón, para así facilitar el acceso de personas en sillas de ruedas; los trenes se deberían desplazar a una velocidad media de 25 kilómetros por hora y por diseño, siempre tendría preferencia con los semáforos al momento de cruzar alguna intersección. Se consideraron en tránsito 25 trenes, de 5 vagones cada uno, de 32 metros de largo, 48 asientos fijos, un sistema inteligente que avise por medio de altavoces y pantallas información del trayecto, con capacidad para 515 personas en total. El tiempo de espera entre trenes variaría entre los 4 minutos en hora punta y 10 minutos en hora valle. El trayecto total demorará unos 20 minutos.

### Estaciones
Las estaciones propuestas eran:
| Estación                   | Ubicación                                               | Notas                     |
| -------------------------- | ------------------------------------------------------- | ------------------------- |
| Manquehue                  | Avenida Apoquindo con avenida Manquehue                 | Combinación con Manquehue |
| Nuestra Señora del Rosario | Avenida Las Condes con calle Nuestra Señora del Rosario | -                         |
| Las Tranqueras             | Avenida Las Condes con calle Las Tranqueras             | -                         |
| FACH                       | Avenida Las Condes con calle Rosario Rosales            | -                         |
| Alto Las Condes            | Avenida Las Condes con calle Gilberto Fuenzalida        | -                         |
| Almirante Aguirre          | Avenida Las Condes con calle Almirante Aguirre          | -                         |
| Estoril                    | Avenida Las Condes con calle Estoril                    | Combinación con Estoril   |
| Pamplona                   | Avenida Las Condes con calle Pamplona                   | -                         |
| San Francisco de Asís      | Avenida Las Condes con calle San Francisco de Asís      | -                         |
| La Dehesa                  | Avenida Las Condes con calle La Cabaña                  | -                         |
| Raúl Labbé                 | Avenida La Dehesa con avenida Raúl Labbé                | -                         |
| Mall La Dehesa             | Avenida La Dehesa con calle El Gabino                   | -                         |

## Análisis y proyectos similares
El uso de tranvías a nivel internacional es aplicado para la solución vial de ciudades con grandes inconvenientes urbanísticos como graves problemas de tránsito. Normalmente se señala a la creación de tranvías como un apoyo al sistema de transporte Santiaguino, desincentivando el uso del automóvil particular y bajando la demanda del resto de la locomoción colectiva. Es necesaria la implementación de nuevos sistemas de transporte en Santiago que alivien la carga vial presente.
Aunque las mayores críticas apuntan a que no daría un gran abasto a la cantidad de personas que viajarían en este medio, en donde un 80 % de la población que viaja en el tranvía sería de otras comunas y la demanda de transporte que se desplaza de ida desde la zona poniente a oriente de la ciudad es tres veces mayor que en el otro sentido; además, los costos relativos al mantenimiento de tranvías es alto.
Además del Tren de Las Condes, otros proyectos que se han mencionado para la zona oriente de la capital de Chile son el Tranvía de Vitacura, una idea que se formó dentro de esa comuna en 2002, y el Tranvía del Río, un proyecto del año 2008 en el cual una vía de 14,5 kilómetros de largo uniría a La Dehesa con Costanera Center, emplazándose por el borde sur del río Mapocho. Otro proyecto de tranvía en Santiago Centro, es el tranvía turístico en el barrio Yungay; será un recorrido cerrado de 2,5 kilómetros de largo usando vías preexistentes.
Incluyendo el Tranvía de Las Condes, se hallan en discusión 7 proyectos de transporte de tranvías en Chile.